# Большекузьминский сельсовет (Липецкая область)
Большекузьминский сельсове́т — сельское поселение в Липецком районе Липецкой области. 
Административный центр — село Большая Кузьминка.

## История
В соответствии с законами Липецкой области №114-оз от 02.07.2004 и №126-оз от 23.09.2004 Большекузьминский сельсовет наделён статусом сельского поселения, установлены границы муниципального образования.

## Население
| 2010 | 2012  | 2013 | 2014 | 2015 | 2016 | 2017  |
| ---- | ----- | ---- | ---- | ---- | ---- | ----- |
| 799  | ↘767  | ↘748 | ↘715 | ↗811 | ↗952 | ↗1035 |
| 2018 | 2021  |      |      |      |      |       |
| ↘998 | ↗1433 |      |      |      |      |       |

## Состав сельского поселения
| № | Населённый пункт  | Тип населённого пункта       | Население |
| - | ----------------- | ---------------------------- | --------- |
| 1 | Большая Кузьминка | село, административный центр | ↗1433     |